# Manjalara
Manjalara é uma telenovela malasiana dramática da TV3 através do slot Akasia, foi exibida de segunda-feira a quinta-feira, entre 7 de maio de 2007 a 12 de setembro de 2007 em 75 capítulos, foi exibida no horário das 18h30 até 19h30, foi patrocinada pela Rejoice shampoo. É uma adaptação da telenovela venezuelana Mi Gorda Bella, com o conceito de uma garota acima do peso lutando para obter atenção positiva por causa de seu tamanho corporal, mas há pessoas que demonstram preocupação com ela. Sua perseverança passou por todas as dificuldades para poder mudar a si mesmo em prol de ideais e vingança.

## Elenco
| Ator/Atriz     | Personagem                              |
| -------------- | --------------------------------------- |
| Emelda Rosmila | Maya Marissa Kamarul Azlan (Manja/Lara) |
| Jehan Miskin   | Eskandar Karim (Es)                     |
| Rei Farah      | Kiki                                    |
| Mustafa Kamal  | Kamarul Johan Kamarul Zaman (Johan)     |
| Abby Abadi     | Zsa Zsa Abdullah (Zaza)                 |
| Sheila Rusly   | Sahara Malique (Sahara / Ani)           |
| Jue Aziz       | Ariana Kamarul Johan (Ari)              |
| Ayu Raudhah    | Farahida Kamarul Johan (Farah)          |
| Faizal Yusof   | Faryzal (Ryzal)                         |
| Harun Hasheem  | Karim / Rashid                          |
| Erry Putra     | Joffry                                  |
| Azhar Sulaiman | Kamarul Azlan Kamarul Zaman (Kamarul)   |
| Rozita Che Wan | Marissa                                 |
| Almy Nadia     | Rihanna                                 |

## Sinopse
Esta telenovela dramática tem duas partes conectadas, a saber, a história de vida de Manja e Lara. Embora os dois sejam a mesma pessoa, seus personagens se distinguem por um intervalo de tempo de 3 anos, o que torna o fundo de Lara um pouco diferente do fundo de Manja. Naquela época, o passado de Manja era diferente dos outros personagens principais e um novo personagem foi introduzido, que mais tarde, o início desta parte é conhecido como a parte "Manjalara 2". No final da série, Manjalara é usada pela personagem principal para uma combinação dos nomes Manja e Lara, pois ela já quer voltar ao seu original.

## Críticas
Inicialmente, o drama desta telenovela gerou controvérsia porque o roteiro original era uma história no exterior. No entanto, a adaptação da história à atmosfera da comunidade malaia conseguiu atrair a atenção de muitos espectadores locais. Isso também levanta o nome de Emelda Rosmila que é apoiadora da personagem principal e de outros personagens. Esta história também chamou a atenção de espectadores de vários grupos da sociedade que elogiaram o personagem principal junto com outras histórias da habitual série de drama malaia.